# Kounov (district de Rakovník)
Pour l’article homonyme, voir Kounov.
Kounov (en allemand : Kaunowa) est une commune du district de Rakovník, dans la région de Bohême-Centrale, en République tchèque. Sa population s'élevait à 573 habitants en 2020.

## Géographie
Kounov se trouve à 13 km au nord-nord-ouest de Rakovník et à 57 km à l'ouest-nord-ouest de Prague.
La commune est limitée par Tuchořice au nord-ouest, par Domoušice au nord-est, par Mutějovice à l'est et au sud-est, par Milostín au sud-ouest, et par Janov et Deštnice à l'ouest.

## Histoire
La première mention écrite de la localité date de 1228.